# المقارنات بين إسرائيل وألمانيا النازية

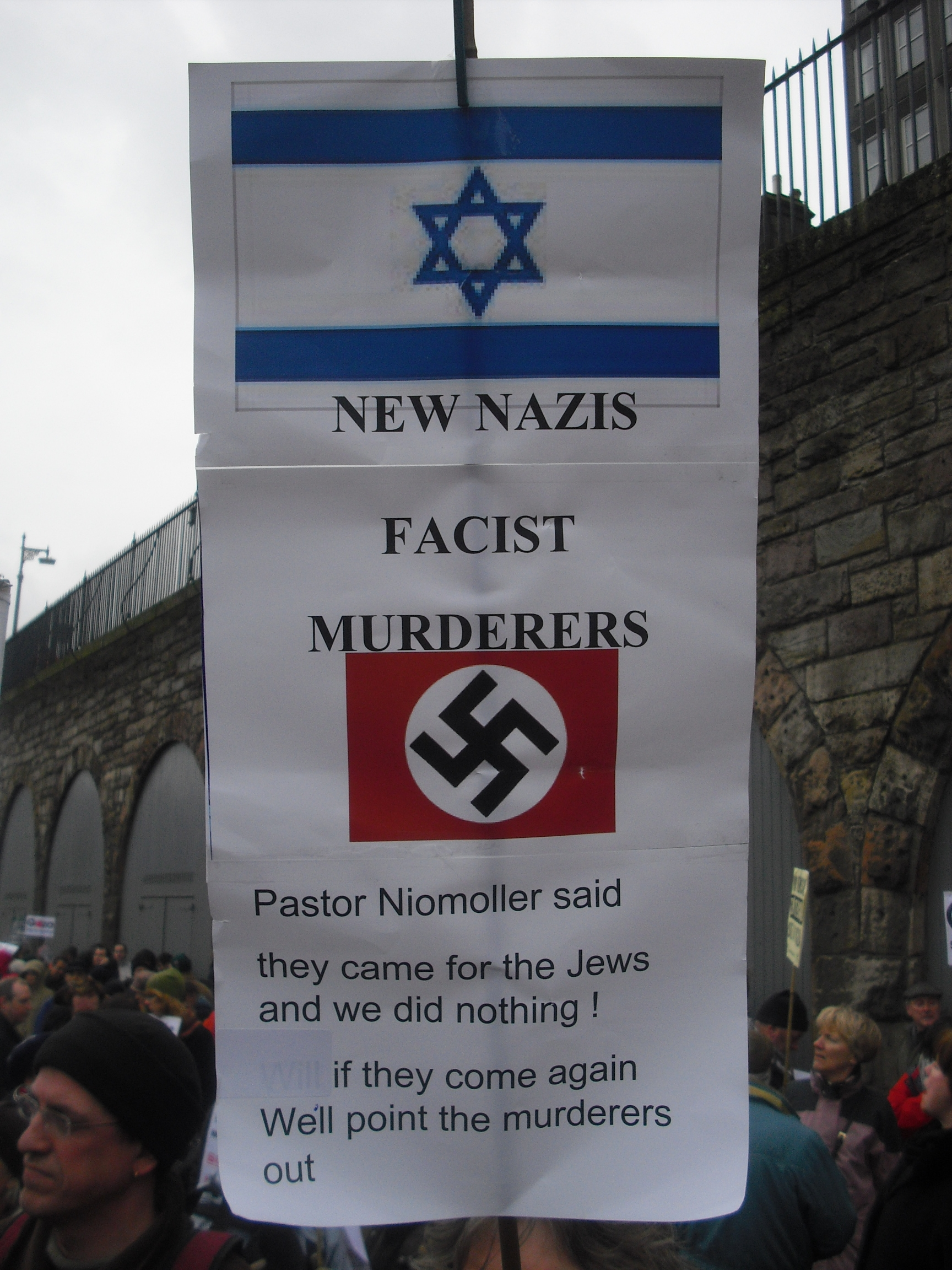
لوحة من مظاهرات في 2009 بمدينة إدنبره الاسكتلندية تشير إلى إسرائيل بأنها أمة من "القتلة الفاشيين".

أجريت مقارنات منذ الأربعينات من القرن العشرين بين إسرائيل وألمانيا النازية، وكانت تلك المقارنات في البداية ضمن سياق أكثر عمومية لتداعيات ما بعد الحرب العالمية الثانية. تشكل مقارنات كهذه أساس مناهضة الصهيونية حين يتعلق الأمر بالصراع الفلسطيني الإسرائيلي. ويبقى موضع نقاش إذا ما كانت المقارنات بين إسرائيل وألمانيا النازية معادية للسامية في جوهرها.
ربط آرنولد جاي توينبي، مؤلف كتاب دراسة للتاريخ الذي يتألف من 11 جزءًا، بين الصهيونية والنازية، وشدد على تلك النظرة حين تحداها عدد من الباحثين. والبحث العلمي حدث ضمن السياق الأوسع للمقارنات الشائعة في الثقافة الشعبية الدولية التي تقارن كيانات شديدة الاختلاف بالنازيين التاريخيين. علق الأكاديمي البريطاني ديفيد فيلدمان، رئيس مكتب بيرز لدراسات معاداة السامية، أن المقارنات لا تصبح معادية للسامية أغلب الأحيان نظرًا إلى أنها تجري في سياق بلاغة شائعة «تستخدم في محاججات عديدة حول عدة مواضيع، وغالبًا ما يكون ذلك باستهتار، ودون أن يشتمل على أي محتوى معاد للسامية بشكل خاص» مع مقارنة كيانات شديدة الاختلاف بالنازية. حاججت رابطة مكافحة التشهير، وهي منظمة اجتماعية أمريكية ناشطة، في بيان أن معاداة السامية تحدث من خلال ما تراه إجراءات «تستهدف اليهود عن قصد في محاولة لربط ضحايا جرائم النازية بمرتكبي الجرائم النازيين ... الأمر الذي يساهم في تقليل أهمية وفرادة الهولوكوست».
وفقًا للعالم السياسي إيان إس لوستيك، وهو أستاذ في جامعة بنسلفانيا، إن مقارنات كهذه «نتيجة طبيعية إن لم تكن متعمدة لتعميد يهود إسرائيل في صورة الهولوكوست». وقد قام بهذه المقارنة من الناحية التاريخية عدد من الشخصيات والحكومات السياسية، ومن بين الأمثلة إدارة الاتحاد السوفييتي في سياق حرب الستة أيام ضمن انقسامات الحرب الباردة في عهد الستينيات من القرن العشرين. من بين سياسيي القرن الحادي والعشرين الذين فعلوا هذا الرئيس التركي رجب طيب أردوغان والبرلماني البريطاني ديفيد وارد.

## أمثلة تاريخية
من بين الأمثلة المبكرة عن مقارنة بين مجموعة من الإسرائيليين وألمانيا النازية رسالة مفتوحة تعود إلى عام 1948 إلى صحيفة نيويورك تايمز تصف حزب هيروت ب «شبيه قريب جدًا في تنظيمه ووسائله وفلسفته السياسية ومناشداته الاجتماعية بالأحزاب الفاشية والنازية». وقعت الرسالة من قبل الباحثين الصهيونيين ألبرت آينشتاين وحنة آرنت.

في المجلد الأخير من كتابه دراسة للتاريخ، أعاد آرنولد جاي توينبي النظر في رأيه بأن الصهيونية كانت شبيهة بالنازية. وكتب أن:
أعتقد أن اليهود الغربيين قد تشربوا، ضمن الحركة الصهيونية، الحضارة الغربية غير اليهودية في أكثر الصيغ بؤسًا. لقد تشربوا النزعة القومية التي لدى الغرب والكولونيالية. وإن الاستيلاء على المنازل والأراضي والملكيات من 900 ألف عربي فلسطيني الذين باتوا الآن لاجئين هي ضمن المستوى الأخلاقي ذاته مع أسوأ الجرائم والمظالم المرتكبة، خلال القرون الأربعة أو الخمسة الأخيرة، من قبل الغزاة الأوروبيين الغربيين غير اليهود والاستعماريين خارج أوروبا.
واحتفظ آرنولد جاي توينبي بوجهة النظر هذه في وجه العديد من الردود المنتقدة، وبشكل خاص من قبل يعقوب تالمون وإليزير بيركوفيتس. وحاجج تالمون أن الخلاصة التي توصل إليها توينبي كانت تعكس احتقاره لحقيقة إخضاع الحضارة الغربية لعدة شعوب، والذي شعر توينبي حيالها بالذنب والتي وجد أثرها في فكرة شعب الله المختار التي تشربتها المسيحية من اليهودية. حاجج بيركوفيتس أن كره توينبي للنازية ككاريكاتور عن الغرب يكشف عن ازدراء ضمني للذات، والذي يمتد إلى موقفه حيال الصهيونية. رد توينبي أنه كان هناك شي من الحقيقة في كلتا الملاحظتين، وفي حين كان يعيد تأكيد إيمانه بقوة المقارنة في الإقناع، اعترف، بعد إمعان في التفكير، أن إدانته لذنب الصهيونية في هذه المسألة كانت زائدة عن الحد.
طرح الفيلسوف الإسرائيلي يشعياهو ليبوفيتش مصطلح «يهودينازية» (بالعبرية: יהודונאצים). وحاجج أن الاحتلال العسكري المستمر للأراضي الفلسطينية سيفضي إلى تدهور أخلاقي لقوات الدفاع الإسرائيلية، مع ارتكاب أفراد لأعمال وحشية من أجل ضمان مصالح أمن الدولة. في عالم 1988، حذر الناجي من الهولوكوست ييهودا إلكانا من أن التوجه في إسرائيل لرؤية أي خطر على أنه وجودي وأي خصم على أنه نازي سيفضي إلى سلوك يمارسه اليهود شبيه بسلوك النازيين. خلال الانتفاضة الأولى، أثارت دعوة اسحق رابين إلى كسر عظام «الفلسطينيين» غضب المؤرخ عمر بارتوف، وكتب إليه رسالة يحاجج فيها، استنادًا إلى بحث بارتوف، أن قوات الدفاع الإسرائيلية يمكن أن تمارس الوحشية ذاتها التي مارسها الجيش الألماني خلال الحرب العالمية الثانية. وذكر قومي إسرائيلي عاموس عوز أنه لم يكن مكترثًا لواقع إذا ما كانت إسرائيل تدعى دولة يهودية نازية، إذ إنه من الأفضل «العيش كيهودي نازي على العيش كقديس ميت». في عام 2018، استشهد نعوم تشومسكي بلايبوفيتز وحاجج أنه كان على حق في تنبؤه بأن الاحتلال كان يخلق نازيين يهود.
وفقًا للعالم السياسي إيان لوستيك، وهو أستاذ في جامعة بنسلفانيا، إن مقارنات كهذه «نتيجة طبيعية إن لم تكن متعمدة لتعميد يهود إسرائيل في صورة الهولوكوست»، ويستخدم مصطلح الهولوكوست المقلوب للمقارنات مع النازية من قبل أولئك الذين يرون في الهولوكوست قالبًا للحياة اليهودية..
في سياق حرب الستة أيام، قارنت إدارة الاتحاد السوفييتي تكتيكات إسرائيل بتكتيكات ألمانيا النازية خلال الحرب العالمية الثانية في تعليق رسمي. وبعد فوز الليكود بالانتخابات التشريعية الإسرائيلية عام 1977 بدأ استخدام الاستعارات اللغوية حول الهولوكوست من قبل اليمين الإسرائيلي لوصف خصومه اليساريين. وخلال خطة فك الارتباط الأحادية الإسرائيلية 2005، ارتدى بعض المستوطنون نجمات صفر لمقارنة أنفسهم مع ضحايا الهولوكوست في احتجاج على الإجراءات التي اتخذتها الحكومة. في عام 2016، أثار يائير غولان، الجنرال الإسرائيلي ونائب رئيس أركان قوات الدفاع الإسرائيلية، جدلًا خلال خطاب له خلال ذكرى البطولة والكارثة. وذكر جولان: «إن هناك ما يخيفني من ذكرى الهولوكوست، إن رؤية الحوادث المروعة التي وقعت في أوروبا، وفي ألمانيا بشكل خاص، قبل 70 أو 80 أو 90 عامًا مضت، ورؤية مظاهر من هذه الحوادث هنا بيننا في عام 2016». لاقت هذه التصريحات إدانة من قبل رئيس الوزراء بنيامين نتنياهو.

## الجدل حول إذا ما كانت المقارنات معادية للسامية
لاقت مسألة المقارنة بين ألمانيا النازية وإسرائيل وإذا ما كانت مقارنات كهذه معادية للسامية تعليقات كثيرة من قبل أكاديميين في كافة أنحاء العالم درسوا التاريخ أو السياسة، ومن بينهم أولئك الذين اعتبروها صيغة من صيغ التقليل من أمر الهولوكوست سميت «الهولوكوست المقلوب» نظرًا إلى تبعات محتملة تقلل من بشاعة الجرائم النازية.
وفقًا لكينيث إل ماركوس، كان هدف أولئك الذين استخدموا مقاربة الهولوكوست المقلوب «الصدم والتخريس والتهديد والعزل والشرعنة. ... وإن أحدًا لا يقول لناجين من الهولوكوست -أو أمة من ناجي الهولوكوست وأولادهم- أنه نازي دون توقع أن يكون لكلامه أثر الصدمة». وحتى حين يستخدم بشكل متكرر، ما يزال لاستخدام مقاربة الهولوكوست المقلوب أثر صادم، الأمر الذي يسهل استخدامها المكرر. ويؤكد أن الربط بين الدوافع النازية والصور النمطية اليهودية للمؤامرة يخلف أثرًا مثبطًا على المناصرين اليهود لإسرائيل. ويقول أيضًا أنه من خلال الإشارة إلى الذنب، فإن هذا الخطاب يشكل تهديدًا لأنه يتضمن عقابًا مطلوبًا. ومع تأدية هذا الخطاب في سياق النقد السياسي لإسرائيل، فإنه يعزل أولئك الذين يستخدمونه عن المقاومة التي تواجهها معظم صيغ العنصرية في مجتمع عالم ما بعد الحرب العالمية الثانية. وفي النهاية، لا يذكر أن هذا القلب يمنح شرعية للأعمال المعادية لإسرائيل فحسب، بل أيضًا يمنح شرعية للأعمال المعادية لليهود التي سيكون من الصعب تنفيذها في أحوال أخرى. وفقًا لبرنار هنري ليفي، يدفع ذلك إلى تآكل الضمانات الاجتماعية، الأمر الذي يتيح ل «الشعب بأن يشعر مجددًا برغبة، وفي الدرجة الأولى، بحق في حرق جميع المعابد اليهودية التي يرغبون بحرقها، ومهاجمة الصبية الذين يرتدون قبعات ومضايقة عدد من الحاخامات ... من أجل أن تولد معاداة السامية من جديد على نطاق واسع».
وفقًا للمؤرخ برنارد لويس، انعكس الاعتقاد بأن النازيين ليسوا أسوأ من إسرائيل ب «ارتياح مطلوب لدى العديد ممن يحملون عقدة ذنب للدور الذي لعبوه هم، أو أسرهم أو أممهم أو كنائسهم، في جرائم هتلر ضد اليهود سواء عبر المشاركة فيها أو التواطؤ أو الموافقة أو اللامبالاة». في النمسا، حيث انحسرت معاداة السامية العلنية بعد الهولوكوست، ثمة أحاديث عن استخدام حزب الحرية النمساوي لمقارنات بين ألمانيا النازية وإسرائيل لنزع الشرعية عن خصومه السياسيين.